# Слово честі (часопис Національної гвардії України)
Журнал «Слово честі» (англ. Word of honor, лат. Verbum nobile) — відомчий інформаційно-публіцистичний журнал (часопис) Національної гвардії України. Журнал є багатоцільовим виданням. «Слово честі» висвітлює вітчизняну історію і культуру, загальнолюдські цінності, кращі традиції українського народу, Національної гвардії України.

## Загальна інформація
Свою роботу журнал розпочав у 2002 році, на той момент у структурі внутрішніх військ МВС України. Перший випуск журналу вийшов під назвою «Маю честь». Далі назва змінилася на «Слово честі» і до сьогодні є незмінною. Журнал має популярність не тільки серед гвардійців, а й в структурі МВС та серед родин військовослужбовців.

## Структура журналу
Журнал «Слово честі» є структурним підрозділом Іміджево-видавничого центру Національної гвардії України.

## Періодичність та тематика
Друкується гвардійський часопис раз в квартал тиражем 2200 примірників. Розповсюджується безкоштовно. Pdf-архів журналу розміщений на Вікісховищі, офіційному інтернет-сайті НГУ та Facebook-сторінці видання.
У тематиці публікацій висвітлюється життєдіяльність НГУ. Особливе місце приділяється висвітленню процесу реформування НГУ, заходів міжнародного співробітництва, прикладів зразкового виконання службово-бойових завдань особовим складом та розповідям про кращі частини та підрозділи НГУ. З початком в 2014 році Антитерористичної операції на сході України, а згодом - Операції об'єднаних сил, редакція активно висвітлює участь у цих подіях військовослужбовців НГУ, питання соціального захисту учасників бойових дій та членів їх родин.

## Нагороди
У 2007 році інформаційно-публіцистичний журнал «Слово честі» нагороджено відзнакою «Золоте перо» (всеукраїнський щорічний конкурс в галузі журналістики).
У 2018 році Національна спілка журналістів України нагородила кореспондента редакції, старшого лейтенанта Івана Пальошку за «кращий журналістський матеріал про події на сході України».